# Germaine Krull
Germaine Krull, nascuda el 29 de novembre de 1897 a Wilda-Poznań (Polònia) i morta el 31 de juliol de 1985 a Wetzlar (Alemanya), és una fotògrafa d'origen alemany, figura essencial en el moviment de la Nova Visió.
La seva notorietat es va construir essencialment a París entre els anys 1928-1931, en particular amb la publicació del seu fotollibre Métal, rebut com a manifest de la Nova Visió i associat per la crítica al constructivisme de László Moholy-Nagy. Involucrada en l'aventura de la revista VU, primer gran setmanari il·lustrat francès, va contribuir a inventar el reportatge fotogràfic modern, en companyia d'André Kertész i Eli Lotar. També té un paper pioner en el camp del llibre fotogràfic.

## Biografia

### Infància
Germaine Krull va néixer a Wilda, un dels districtes de Poznań. La ciutat formava part llavors de l'Imperi Alemany, abans d'esdevenir polonesa el 1919. La seva infància i adolescència van estar marcades per la deambulació geogràfica de la seva família segons les desafortunades experiències professionals del seu pare enginyer-inventor. Després de Poznań, la família va viure a Bòsnia, a París, a Montreux, després en un camp aïllat entre Graz i Pettau (avui a Eslovènia), a Viena, a Suïssa, i finalment a Baviera. El 1912 els seus pares es van separar i la seva mare passà a regentar una pensió a Múnic. El seu pare, un lliurepensador i ateu virulent, hostil a l'escola, es va fer càrrec de l'educació de la seva filla. Per aquesta formació –«el pare m'havia deixat un bell llegat de llibertat però no de coneixements»– va ser rebutjada a la Universitat de Múnic. Les úniques possibilitats que li quedaven a Múnic eren una escola d'enquadernació o el Lehr-und Versuchsanstalt für Photographie, Chemiegraphie, Lichtdruck und Gravüre (Centre per a l'ensenyament i l'experimentació en fotografia, quimiografia, col·lotip i gravat).

### Estudis i compromís politic
Germaine Krull es va incorporar a l'Escola de Fotografia de Múnic el 1915 i al 1917 o 1918 hi obtingué el diploma de mestra fotògrafa. Va obrir el seu primer estudi de fotografia a Múnic, va col·laborar en un primer llibre de nus i va fer retrats pictorialistes. Es barrejà amb el ferment intel·lectual, artístic i polític del districte de Schwabing. «Fervorosa per tot el que es podia veure o aprendre", és una apassionada de la teosofia i el budisme. Va fer amistat amb Max Horkheimer i Fritz Pollock, futurs fundadors de l'Institut de Recerca Social (Institut für Sozialforschung) de Frankfurt-am-Main i després propers als corrents espartaquistes.
Introduïda en el cercle dels intel·lectuals de l'oposició, va conèixer Kurt Eisner, secretari del Partit Socialdemòcrata Independent d'Alemanya (USPD), així com Ernst Toller, activista socialista revolucionari. Durant les últimes setmanes de la guerra, el seu estudi es va convertir en un lloc de trobada d'anarquistes militants, comunistes russos i socialdemòcrates.
El 7 novembre de 1918 marxà al costat de Kurt i Else Eisner i de Toller a la manifestació multitudinària a la Theresienwiese, per reclamar la fi de la guerra. Aquest fou el punt de partida de la Revolució de novembre a Baviera i l'adveniment de la República Lliure de Baviera, de la qual Eisner esdevingué ministre president. Després de l'assassinat d'Eisner, al febrer de 1919, arribà al poder una efímera República Soviètica de Baviera. La seva desfeta el maig de 1919 anà acompanyada d'una ferotge repressió dels militants d'extrema esquerra per part dels contrarevolucionaris. Krull ajudà Tobias Akselrod, corresponsal a Alemanya del Comitè central del Partit bolxevic i membre de la República dels consells de Baviera, a fugir a Àustria, però van ser detinguts. A continuació, defensaria la seva causa a Berlín amb Paul Levi, líder del KPD, a continuació a Budapest amb els líders de la República Soviètica hongaresa, per ser intercanviada per les autoritats russes amb un ostatge alemany. Després de 1920, en no tenir la nacionalitat bavaresa, va ser expulsada de l'estat de Baviera.

### Estada a Berlín
Va acceptar una feina com a fotògrafa a Düsseldorf, i després es va traslladar a Berlín, on va continuar la seva implicació política. El gener de 1921 viatjà a Rússia amb Kurt Adler (Samuel Levit). Tenien intenció d'assistir al Congrés de Moscou de la III Internacional per promoure l'experiència dels soviets de Múnic. L'endemà que Adler parlés, considerats com a opositors, foren detinguts per la Tcheka. Empresonada al Lubianka, Krull se sotmeté a una simulació d'execució. Traïda per Adler, finalment fou expulsada. Ella tornà a principis de 1922 a Berlín.
Allà es va unir amb Gretel i Kurt Hübschmann (Kurt Hutton), que dirigien un estudi fotogràfic que Hübschmann li vendria després. Feien retrats, fotos de moda i, més rarament, fotos de premsa. Durant aquests anys a Berlín, l'obra personal de Germaine Krull tendí a alliberar-se de l'estètica pictorialista que ensenyava la seva escola de fotografia. Berlín inspirà les seves primeres fotografies de carrer i les primeres fotografies de la vida moderna: «A partir d'aquell moment vaig començar a estimar-me la fotografia, i a partir d'aquell moment també vaig començar a VEURE el carrer, les coses tal com les veia l'ull, i no com ens pensàvem que havien de ser».
Va freqüentar els dadaistes berlinesos i els expressionistes. Introduïda per Hübschmann en un cercle d'amics holandesos, es va fer amiga del futur documentalista Joris Ivens i va conèixer l'escriptor anarquista Arthur Lehning, director de la revista holandesa i10. Descobrí en aquesta revista els treballs del fotògraf constructivista László Moholy-Nagy. El 1925 es va traslladar als Països Baixos amb Ivens. Col·laborà a les revistes i10 i De Filmliga, creada l'any 1927. Durant les seves passejades pels ports de Rotterdam i Amsterdam, Ivens feia recerca d'ubicacions per a la seva pel·lícula De Brug (El pont), mentre que Krull feia les seves primeres fotografies de fragments d'arquitectura metàl·lica. Aquest és un pas decisiu per a la continuació de la seva obra. «Sempre em van fascinar els ferros i vaig començar a fer les meves primeres fotos. Va ser inesperat. Com més hi treballava, més trobava que el resultat era correcte».

### Els anys parisencs

#### Els "ferros" i el llibre fotogràficMétal
Es va traslladar a París a finals de1926, va obrir un estudi amb el fotògraf de moda Luigi Diaz i va treballar per a grans dissenyadors de moda, com Paul Poiret, Lucien Lelong i Sonia Delaunay. Es va fer amiga de la parella Sonia i Robert Delaunay, que la van introduir en l'entorn artístic parisenc, i va conèixer Eli Lotar, a qui va formar en rodatge i impressió. Al costat de les obres d'encàrrec, que considerava purament alimentàries, pretenia donar a conèixer les fotografies que ella anomenà «ferros», una sèrie que havia començat durant les passejades amb Joris Ivens pels molls de Rotterdam i Amsterdam i va continuar a París, Saint-Ouen, Saint-Malo, Marsella. Aquestes imatges d'estructures metàl·liques, fragments de ponts transportadors o maquinària de la Torre Eiffel, amb enquadrament atrevit, sovint en contrapicat, desconnectats d'una visió realista, desplegaren a partir de 1925 -1926 el vocabulari visual de la modernitat fotogràfica. Robert Delaunay l'animà a donar-le a conèixer. Però quan les va mostrar a la Societat Francesa de Fotografia i Cinematografia, un bastió del pictorialisme, es va haver de sentir dir que no podia mantenir la càmera ferma. D'altra banda, Lucien Vogel, el creador i director de la revista VU, que li havia encarregat fotografies de la Torre Eiffel, va trobar que les seves imatges mai estaven prou inclinades.
Els seus "ferros" es van exposar a París al Premier Salon Indépendant de la Photographie, de maig a juny de 1928. I després es van publicar en un llibre fotogràfic amb 64 làmines titulat Métal, prologat pel periodista Florent Fels, escriptor d'art i fervent defensor de la fotografia jove. El llibre va tenir un impacte immediat als cercles de la Nova Fotografia i a les revistes d'art progressista. Aparegué com el manifest del corrent artístic Nova Visió, en la línia del llibre de László Moholy-Nagy Malerei. Fotografie. Film, publicat el 1925. Es considera el llibre fotogràfic més important que s'ha fet mai.
L'èxit de Métal va portar Germaine Krull al 1930 a rebre molts encàrrecs, en particular d'Electricité de Paris, «primers clients seriosos», o els fabricants d'automòbils Citroën i Peugeot. També és a l'origen del seu compromís dins de la revista VU.

#### VUi el fotoperiodisme
VU, el primer gran setmanari il·lustrat, pacifista i antifeixista francès, es va llançar el març de 1928. El seu creador, Lucien Vogel, situà la fotografia al centre del seu projecte editorial i s'envoltà de joves autors d'avantguarda i fotògrafs joves com Eli Lotar, André Kertész i Germaine Krull, a qui feu encàrrecs des del primer número. Va ser a VU on es va inventar la professió de reporter-fotògraf, facilitada pel progrés tècnic. Les càmeres, que eren més lleugeres i brillants que les càmeres de peu utilitzades pels fotògrafs de premsa, inclosa la Icarette de Krull, permetien fotografies espontànies properes al subjecte. VU també va innovar pel que fa a la maquetació, gràcies a la impressió en rotogravat, permetent muntatges dinàmics i pàgines dobles que deixaven enrere les columnes rígides dels diaris de l'època.
Krull diu a la seva autobiografia que Lucien Vogel la va llançar «per tot, i fins i tot pels carrers, els carrers de París, que estaven plens de fotos». El seu terreny favorit era el París popular i marginal, que esdevingué un tema fotogràfic sota la influència d'Eugène Atget, considerat el pare fundador de la fotografia moderna.
En particular, va produir reportatges sobre la Fête foraine per a VU (abril de 1928, text d'Edmond T. Gréville); sobre Les Mystères de la foire aux puces (juny de 1928, text signat per Florent Fels); sobre Les clochards dans les bas-fonds de Paris (octubre de 1928, text d' Henry Danjou), un reportatge que va causar sensació. Amb Danjou també explorà la «Zona» i il·lustrà l'article L'última entrevista de La Goulue (febrer de 1929). Danjou també signà el text del reportatge La Porte du Monde: Marsella (abril de 1929), que publicà fotografies del pont transportador. Amb Eli Lotar visità El Palau de la Dona de l'Exèrcit de Salvació (gener de 1929).
També viatjà per a VU a Bretanya: reportatge sobre la Révolution armoricaine. L'autonomisme breton et ses joies (agost de 1928) i Le pardon des Terre-Neuvas (febrer de 1929); al Sud per les celebracions del bimil·lennari a Carcassona (juliol de 1928), per la festa dels Espanyols (juliol de 1930), per les festes de Mistral a Maillane (setembre de 1930). El seu darrer gran reportatge va ser sobre Les Ouvrières de París, amb text d'Emmanuel Berl (desembre de 1932-gener de 1933). Els seus treballs per a VU, més esporàdics als anys trenta, pràcticament van acabar el 1934 amb Eden of the suburbs, un reportatge sobre la vora del Marne i Les modèles de frères Le Nain, retrats de suburbans.
L'èxit dels seus reportatges a VU va portar a Germaine Krull encàrrecs per a moltes altres revistes: L'Art vivant, de Florent Fels i Carlo Rim; Jazz, de Carlo Rim; Détective, dels germans Joseph i Georges Kessel; Bifur; Variétés, revista belga d'avantguarda;Der Querschnitt, revista alemanya d'avantguarda; Art i Medicina; Paris-Magazine; France à table...

#### Exposicions
Va ser convidada per primera vegada al primer (i únic) Saló de Fotografia Independent, conegut com el Salon de l’escalier, perquè va ocupar l'escala del vestíbul de la Comédie des Champs-Élysées, del 27 de maig al 7 de juny de 1928. Aquesta és la primera manifestació de la Nova Fotografia a França. Els expositors són majoritàriament fotògrafs estrangers que s'acaben d'instal·lar a París, però la mostra també ret homenatge a Atget i Nadar. Florent Fels, un dels comissaris de la mostra, escriu a L'Art vivant que el comitè de direcció «volia evitar la fotografia 'artística' que s'inspira en la pintura, el gravat, el dibuix... tota una estètica que escapa de les estrictes lleis de la fotografia».
També participà a Brussel·les, l'octubre de 1928, a la Primera Mostra d'Art Fotogràfic Modern celebrada a la galeria L'Époque. El seu iniciador fou Paul-Gustave van Hecke, director de la galeria i fundador de la revista Variétés. Aquesta manifestació consolidà el lloc de Krull en el moviment modernista i li oferí un trampolí mediàtic més internacional.
Estigué a Stuttgart del 18 de maig al 7 de juliol de 1929, quan tingué lloc una de les grans manifestacions de la Nova Fotografia: Film und Foto (FiFo), que promulgà els codis de la fotografia moderna a Europa. Laszlo Moholy-Nagy era un dels seleccionadors de fotògrafs europeus. Germaine Krull hi exposà fotografies de la Torre Eiffel, centrals elèctriques i també els seus reportatges. L'exposició va continuar el mateix any a Zuric, Berlín, Danzig i Viena, després el 1931 a Tòquio i Osaka.
L'obra de Krull també estigué present el 1929 a l'exposició Fotografie der Gegenwart (Fotografia del present), que tingué lloc a Essen i després a Hannover, Berlín, Dresden, Magdeburg i Londres i incloïa un gran nombre d'artistes de la Bauhaus i expressionistes.

#### Els llibres fotogràfics
Germaine Krull és l'artista fotògrafa del període d'entreguerres que més llibres va produir. Pionera en el camp dels llibres fotogràfics d'un sol autor, va continuar publicant-ne després de deixar París.
Col·laborà en diversos llibres fotogràfics sobre París, sola o amb altres fotògrafs: Paris, de Mario von Bucovich (Berlín, Albertus-Verlag, 1928), Bucovich és l'autor de la majoria de les 100 fotos però 23 són de Krull; 100 x París, (Berlin-Westend Verlag der Reihe, 1929), obra trilingüe en alemany, francès i anglès, amb prefaci de Florent Fels;Paris under 4 årstider, (El París de les 4 estacions) (Estocolm, Alber Vonniers forlag, 1930). Les seves fotografies també il·lustren Rostres de París, d'André Warnod (Firmin-Didot, París, 1930).
També fou pionera en el camp de la il·lustració de novel·les, amb la novel·la policíaca de Pierre de Mac Orlan, Ombres de Paris, publicada el 1930 al setmanari Détective. Fins i tot planejà una novel·la fotogràfica sense text.
El 1930 va editar Études de nus, amb 24 fotografies que, lluny del nu clàssic, presenten fragments corporals pròxims a l'abstracció, amb text de Jean Cocteau. El mateix any va il·lustrar Le Valois, de Gérard de Nerval.
També el 1930 col·laborà a l'efímera revista Grand'Route. El 1931 va participar en La route de Paris à la Méditerranée, amb un text de Paul Morand. De 96 fotografies de 15 autors diferents, entre els quals André Kertesz, Eli Lotar i Emmanuel Sougez, la tercera és Germaine Krull.
Amb Jacques Haumont continuà el seu «somni amb llibres il·lustrats». Del seu viatge entre París i la costa basca va néixer el 1931 La Route Paris-Biarritz, un autèntic diari de viatge, basat en el doble testimoni de Claude Farrère i Germaine Krull.
Jacques Haumont també publicà el 1931 La Folle d’Itteville, una història policíaca de Georges Simenon explicada amb 104 fotografies de Germaine Krull, en un foto-text que prefigura la foto-novel·la.

#### Fi de la carrera parisenca
De 1928 fins a principis del 1930 Germaine Krull visqué els seus anys de més creativitat i més grans èxits. La seva producció era reconeguda per la crítica com una obra important. El 1931 les edicions Gallimard li dedicaren un àlbum amb un prefaci de Pierre Mac Orlan, el primer volum d'una col·lecció sobre els nous fotògrafs. A la seva Breu història de la fotografia, el filòsof i crític d'art Walter Benjamin il·lustrava els seus comentaris sobre Atget amb dues fotografies de Krull.
A l'octubre de 1932 participà en el llançament del setmanari Marianne, creat per André Malraux i Emmanuel Berl. Però les comandes disminuïen i amb el fracàs de les edicions Haumont la seva situació es feia difícil.

### Estada a Montecarlo
Entre 1935 i 1940, Krull va viure a Montecarlo, on tingué un estudi fotogràfic. Entre els objectes de les seves fotografies durant aquest període hi ha els edificis (casinos i palaus), els automòbils, les celebritats i la gent comuna. És possible que fos membre de l'agència de fotoperiodisme Black Star, que es va fundar el 1935, però no hi ha constància de la seva feina a la premsa amb aquesta agència.
Durant la Segona Guerra Mundial, Krull es va unir a Brazzaville per servir la França Lliure. Allà va crear un servei fotogràfic i va fer reportatges de propaganda. Corresponsal de guerra, va seguir el desembarcament aliat de Nàpols a Estrasburg, va arribar a Alemanya en el moment de l'alliberament del camp de concentració de Vaihingen i després de la guerra va marxar cap al sud-est asiàtic, de Saigon a Bangkok, encara com a corresponsal de guerra.

### Estada a Tailàndia i al Sud-est asiàtic
Al final del seu contracte de reportera, es convertiria, el 1946, en copropietària de l'Hotel Oriental a Bangkok, càrrec que va exercir fins al 1966. Al mateix temps, va publicar tres llibres amb fotografies sobre l'herència budista de Tailàndia i Birmània. Amb André Malraux va fer el projecte inacabat d'un llibre sobre Àsia, de la col·lecció L'univers de formes, de Gallimard editions. El 1966 decidí tornar a Europa i l'any següent tingué lloc a París la primera retrospectiva de la seva obra, organitzada per Henri Langlois a la Cinémathèque française, amb un miler de fotografies.

### Estada a l'Índia
El 1968 va marxar a l'Índia, on va produir Tibetans in India, un llibre sobre els refugiats i es va establir al nord de l'Índia, prop de Dehradun, dins de la comunitat budista de Sakya Trizin.
Feia viatges freqüents a Europa i també va anar al Canadà i Estats Units. El 1976, durant una estada a Zuric, va dictar les seves memòries del període parisenc: Click entre deux guerres. Allà va conèixer els col·leccionistes Ann i Jürgen Wild, especialistes en fotografia dels anys 30, que estaven treballant per col·leccionar les seves obres, amb qui va fer amistat. La parella acollí el 1977 una exposició al Rheinisches Landesmuseum de Bonn.
La seva autobiografia La vie leads la danse, que va escriure en francès a Dehradun, es va completar a l'any 1980.
El 1983 un ictus la va obligar a deixar Dehradun i tornar a Alemanya. Va viure amb la seva germana a Wetzlar fins a la mort.

## Publicacions
Col·lecció de fotografies amb textos de Jean Cocteau, Paul Morand, Georges Simenon i André Suarès:
- Métal, 1927
- 100 x Paris, 1929
- Le Valois, 1930
- Études de nus, 1930
- La Route-Paris-Biarritz, 1930
- La Folle d'Itteville, text de Georges Simenon
- Marseille, 1935
- La Route-Paris-Méditerranée
- La Bataille d'Alsace, text de Roger Vailland
- Bangkok. Siam City of Angels, text de Dorothea Melchers, Londres, 1964
- Tales from Siam, text de Dorothea Melchers, Londres, 1966
- Germaine Krull, la vie mène la danse, autobiografia, 2015

## Cinema
- Six pour dix francs, dirigida per Germaine Krull i Georges H. Patin (Yves Gladine), 9 min, 1932.[3]

- Il partit pour un long voyage, dirigida per Germaine Krull i Georges H. Patin (Yves Gladine), 11 min 20 s, 1932.[3]

- Autour de Brazzaville, dirigida per François Villiers amb la col·laboració de Germaine Krull, text de Richard Francœur, 25 min, 1943-1946, produïda per l'Oficina francesa d'informació cinematogràfica.[3]

- L'Amitié Noire, dirigida per François Villiers amb la col·laboració de Germaine Krull i Pierre Bernard, text del comentari escrit i llegit per Jean Cocteau, 18 min, 1946, produïda per l'Oficina francesa d'informació cinematogràfica.[3]

## Exposicions

### Durant els anys de París
- 1928, Salon indépendant de la photographie, anomenat Salon de l’escalier, Paris.
- 1928, Galerie L’Époque, Brussel·les.
- 1929, Film und Foto (FiFo), Stuttgart, Zurich, Berlin, Dantzig i Viena, al 1931 Tòquio i Osaka.
- 1929, Fotografie der Gegenwart (Photographie du présent), Essen, Hannover, Berlín, Dresde, Magdebourg i Londres.
- 1935, Documents de la vie sociale, AEAR (Association des écrivains et artistes révolutionnaires), Paris.

### Després de la guerra, en vida
- 1967, primera retrospectiva, Cinémathèque française, París.
- 1968, Alliance française, Nova Delhi i després Bombai, Calcuta, Madras, Pondicherry.
- 1977, Rheinisches Landesmuseum, Bonn.

### Després de la seva mort
- 1988-1989, Germaine Krull: Photographie 1924-1936, Arles, Museu Réattu després Ceret, Museu d'Art Modern i Chalon-sur-Saône, Museu Nicéphore Niepce.[25]
- 1999-2000, retrospectiva, Museu Folkwang d'Essen després Múnic, San Francisco, Rotterdam, París.[26]
- 2015, Germaine Krull. Un destin de photographe, Museu Jeu de Paume, París.[27][28]
- 2018, Germaine Krull. Metal, Pinakothek der Moderne, Múnic, Alemanya.[24]
- 2019, Germaine Krull & Jacques Rémy, un voyage, Marsella-Rio 1941, fotografies de Germaine Krull i Jacques Rémy, edició presentada per Olivier Assayas i Adrien Bosc, Arles.[29]

## Homenatges
Al 13 districte de París se li ha dedicat la Rue Germaine Krull.